# Future Cruise/Anti-Ship Weapon
Die Future Cruise/Anti-Ship Weapon (FC/ASW), bzw. Futur Missile Antinavire/Futur missile de Croisière (FMAN/FMC), (deutsch: Zukünftige Marschflug-/Anti-Schiff-Waffe) ist der Kern eines trilateralen Rüstungsprogramms von Frankreich, Italien und Großbritannien. FC/ASW soll etwa im Jahr 2030 in den Streitkräften der beiden Nationen als Nachfolger der Systeme SCALP bzw. Storm Shadow und Harpoon bzw. Exocet eingeführt werden.

## Entwicklungsgeschichte
Das bilaterale FC/ASW-Programm wurde im Rahmen der Verträge über Zusammenarbeit im Verteidigungsbereich zwischen Frankreich und Großbritannien 2010 (Lancaster House Treaty) im Jahr 2010 initiiert. In diesem Abkommen hatten Frankreich und Großbritannien eine enge Zusammenarbeit im Rüstungsbereich und bei den Streitkräften vereinbart. Von 2011 bis 2014 wurden mit einer Studienphase („Preliminary Study“) erste konkrete Schritte unternommen.
Am 28. März 2017 unterzeichneten die damalige britische Verteidigungsministerin Harriett Baldwin und Laurent Collet-Billon, der französische Rüstungsdirektor, mit der Firma MBDA ein Abkommen zur Entwicklung einer weitreichenden Bewaffnung für die Streitkräfte der beiden Nationen. Mit der Unterzeichnung des Abkommens begann zunächst eine dreijährige Konzeptphase. In dieser sollten Optionen entwickelt werden, wie bestehende Waffensysteme der Luft- und Seestreitkräfte verbessert oder ersetzt werden können. Dazu waren unterschiedliche Designs der Waffe für die Bekämpfung von Schiffen auf große Reichweite, Unterdrückung der gegnerischen Luftabwehr und Angriffe tief im Einsatzgebiet, auch gegen verbunkerte Ziele, zu entwerfen. Zugleich sollten Risiken identifiziert werden. Die Konzeptphase endete im Juli 2021.
Auf Grundlage dieser Arbeitsergebnisse sollen in der nächsten Programmphase Entscheidungen zum weiteren Vorgehen getroffen werden. Dies umfasst einen Plan für die Technologiereifmachung und -demonstration des Waffensystems und seiner Schlüsselkomponenten. Die Entwicklungsphase („Design Phase“) sollte 2020 beginnen und bis 2024 beendet sein, die Produktionsphase soll von 2024 bis 2030 dauern.
Im September 2021 setzte die französische Regierungsseite Gespräche mit ihren britischen Partnern aus. Grund dafür war eine Verstimmung, die nach dem Abschluss des AUKUS-Abkommens aus dem verlorenen U-Boot-Auftrag an Australien, resultierten. Im Februar 2022 verkündete die französische Rüstungsbehörde DGA die Fortsetzung des Programms.
Italien ist 2023 beigetreten.

## Technik
Im November 2024 gab MBDA auf der Verteidigungsmesse „Euronaval“ in Paris bekannt, dass die Entwicklung von zwei Raketenprototypen in den letzten zwölf Monaten vorangekommen sei. Damit wurden die früheren Berichte über zwei unterschiedliche, sich jedoch ergänzende Lösungen für das Programm bestätigt:
- Eine mit einem Turbojet-Antrieb ausgestattete, extrem niedrig auffindbare Unterschallrakete mit der Bezeichnung „TP15“ („TP“ steht für Turbo Prop und ist die fünfzehnte Version der Unterschalllösung, die nach der Prüfung einer Vielzahl unterschiedlicher Konfigurationen und Testszenarien ausgewählt wurde). Sie ist darauf ausgelegt und optimiert, feindliche Verteidigungssysteme, indem sie einer Entdeckung mittels Tarnkappentechnik entgeht. Das TP15, dessen Entwicklung von Großbritannien geleitet wird, wird mit einem abbildenden Infrarot-Suchkopf der nächsten Generation ausgestattet sein und sich voraussichtlich in erster Linie auf die Bekämpfung von Bodenzielen wie Militärdepots, Hauptquartieren und Stahlbetonanlagen konzentrieren, während es gleichzeitig über eine sekundäre Fähigkeit zur Schiffsabwehr verfügt.[7][8] Das Unternehmen gab an, dass der erste Prototyp der TP15 mit einer Länge von etwas mehr als 5 Meter bereits hergestellt wurde und dass die Rakete in der Waffenbewertungsphase in einer speziellen Prüfeinrichtung für Hochfrequenzsignaturen „extremen“ Hochfrequenztests unterzogen wurde, um die Tarnkappeneigenschaften zu testen.[8][9] Es wurde außerdem bestätigt, dass Rolls-Royce und Safran gemeinsam für die Konstruktion und Entwicklung des Turbojet-Triebwerks der Rakete verantwortlich waren.[10]

- Eine Ramjetgetriebene, hochmanövrierfähige Überschallrakete namens „RJ10“ („RJ“ steht für Ramjet und „10“ vermutlich für die zehnte Version der Überschalllösung), die durch Geschwindigkeit und Wendigkeit die gegnerische Verteidigung überwinden soll. Die RJ10, deren Entwicklung von Frankreich geleitet wird, ähnelt eher den Entwürfen, die MBDA bisher für die strategische Abschreckung reserviert hatte (z. B. die ASMP Air-Sol Moyenne Portée) und ihre modernisierten Varianten. Es wird mit einem Hochfrequenz-Radarsuchkopf der nächsten Generation ausgestattet sein und für den Einsatz gegen Seeziele sowie für SEAD/DEAD-Aufgaben optimiert sein. Außerdem soll es über eine Luftabwehrfähigkeit für den Einsatz gegen hochwertige luftgestützte Kampfmittel wie AWACS und Tankflugzeuge auf große Entfernungen verfügen. Das Antriebssystem der RJ10 wurde im Werk von MBDA France in Bourges, wo auch die Staustrahltriebwerke für die ASMP-Familie entwickelt und produziert wurden, „ausführlichen“ Überschall-Windkanaltests unterzogen. Außerdem wurde bekannt, dass der französische Spezialist für Verteidigungselektronik Thales und MBDA UK gemeinsam mit der Erprobung des Hochfrequenzsuchkopfs der Rakete begonnen haben.[11]

## Kosten
Beide Länder teilen sich die bisherigen Kosten für die Studien- und die Konzeptphase von ca. 130 Millionen Euro hälftig.

## FC/ASW im strategischen Kontext
Im Zusammenhang mit dem Lancaster House Treaty ist das FC/ASW-Programm ein konkreter Anwendungsfall der oneMBDA-Strategie, indem die Firma sogenannte Centres of Excellence in den beiden Nationen im Projekt nutzt.